# Volumenhaushalt
Unter Volumenhaushalt werden alle Regelkreise eines Organismus zusammengefasst, die der Konstanthaltung (Homöostase) des Volumens des Körperwassers dienen. Anders als man intuitiv vermuten würde, besteht die Volumenregulation nicht primär in der Regulation des Wassers, sondern in der Regulation der Salze; das Wasser folgt diesen im Rahmen der Osmoregulation. Im engeren Wortsinne bezeichnet „Volumen“ das Wasser außerhalb der Zellen; Volumenmangel (Hypohydratation, Symptom: Kreislaufschwäche) und Volumenüberschuss (Hyperhydration, Symptom: Bluthochdruck, Ödeme) haben hier große praktische medizinische Bedeutung.

## Salz- und Flüssigkeitsverteilung
Die Verteilung des Körperwassers lässt sich vereinfachend folgendermaßen beschreiben: 60 % des Körpergewichtes eines Erwachsenen besteht aus Wasser. ⅔ davon befinden sich im Intrazellularraum, ⅓ im Extrazellularraum. Der größte Teil des extrazellulären Wassers befindet sich im Zellzwischenraum (interstitielle Flüssigkeit), etwa ⅕ ist Blutplasma, ein noch kleinerer Teil transzelluläre Flüssigkeit. Das Plasma macht etwa 55 % (1 minus Hämatokrit) des Blutes aus, der Rest sind zelluläre Bestandteile, vor allem Erythrozyten.
Wasser kann sich im gesamten Körper frei bewegen. Angetrieben vom osmotischen Druck gleicht es dabei sämtliche Unterschiede der Osmolarität aus, sodass sich überall im Körper (außer im Nierenmark) die gleiche Osmolarität von etwa 300 mosmol/l einstellt. Osmoregulation geschieht deshalb durch Steuerung der Zufuhr und Ausscheidung von Wasser.
Salze können dagegen die Zellmembranen nur streng reguliert überqueren. Natrium befindet sich durch die Arbeit der Natrium-Kalium-Pumpe vor allem extrazellulär, während Kalium intrazellulär konzentriert wird. Solange die Salzmenge in den Kompartimenten normal ist, bleibt das Volumenverhältnis intrazellulär/extrazellulär stets 2∶1. Da fehlendes oder überflüssiges Wasser somit immer nur zu einem Drittel den Extrazellularraum betrifft, können nur ausgeprägte osmotische Störungen klassische Volumenprobleme bereiten. Natriummangel oder -überschuss äußert sich dagegen bei intakter Osmoregulation als isolierte Verkleinerung bzw. Vergrößerung des Extrazellularraums.

## Regulation des extrazellulären Flüssigkeitsvolumens
Da das Blutplasma Teil des Extrazellularraums ist, äußert sich ein verringertes extrazelluläres Volumen auch in einem verringerten Blutvolumen und damit in einem verringerten zentralem Venendruck. Über den Frank-Starling-Mechanismus führt ein niedriger zentralvenöser auch zu einem niedrigeren arteriellen Blutdruck. Langfristige Blutdruckregulation ist deshalb Volumenregulation.
Die entscheidenden Regelkreise der Volumenhomöostase zählen zum Renin-Angiotensin-Aldosteron-System: Die Leber synthetisiert das Plasmaprotein Angiotensinogen; das Enzym Renin, das bei Volumenmangel von den juxtaglomerulären Zellen der Niere in den Blutkreislauf ausgeschüttet wird, spaltet daraus Angiotensin I ab. Daraus entsteht durch eine weitere Abspaltung, die durch das membranständige Angiotensin-konvertierende Enzym (vorwiegend in den Lungengefäßen) katalysiert wird, Angiotensin II. Angiotensin II wiederum fördert die Bildung und Freisetzung von Aldosteron in der Zona glomerulosa der Nebennierenrinde. Die Wirkungen auf den Natriumhaushalt, durch die das Volumen gesteigert und der Regelkreis schließlich negativ rückgekoppelt geschlossen wird, gehen von Angiotensin II und Aldosteron aus; Angiotensin II wirkt ferner gefäßverengend und ist somit auch Teil der kurzfristigen Blutdruckregulation.
Natriuretische Peptide (ANP, BNP, CNP) haben dem Renin-Angiotensin-Aldosteron-System entgegengesetzte Stimuli und Wirkungen und sind eher von pathophysiologischer Bedeutung.

### Sensoren
Die juxtaglomerulären Zellen sind sympathisch (noradrenerg) innervierte modifizierte glatte Muskelzellen. Lokal gemessener niedriger Blutdruck steigert die Reninfreisetzung direkt. Die sympathische Stimulation nimmt zu, wenn die Dehnungssensoren in den Vorhöfen des Herzens und die Barorezeptoren in Aorta und Karotis wenig aktiv sind; auch zirkulierendes Adrenalin, das im Nebennierenmark (ebenfalls sympathisch) freigesetzt wird, fördert die Reninfreisetzung. Die Aldosteronbildung wird nicht nur von Angiotensin II bestimmt, sondern auch direkt von niedriger Natrium- und hoher Kaliumkonzentration stimuliert.

### Stellglieder
Angiotensin II stimuliert die Natriumrückresorption im proximalen Tubulus, im Zentralnervensystem bewirkt es Durst und Salzappetit. Aldosteron stimuliert die Natriumrückresorption im Sammelrohr (distalen Tubulus), ferner die Natriumaufnahme im Darm und die Natriumrückresorption in den Ausführungsgängen der Schweißdrüsen.
Niedriger zentraler Venendruck (gemessen von den atrialen Dehnungssensoren) und Angiotensin II stimulieren die Freisetzung von ADH, dem zentralen Hormon der Osmoregulation. Es muss also nicht erst zur Hyperosmolarität kommen, damit einer Erhöhung des Natriumbestands zum Zwecke der Volumensteigerung das nötige Wasser folgt.

## Störungen
```
Normal      ■ez■|■■■iz■■■

           Hypohydratation
hypoton     □□■■|■■■■■■■■▦▦
isoton      □■■■|■■■■■■■■
hyperton    □■■■|■■■■■■□□

           Hyperhydratation
hypoton    ▦■■■■|■■■■■■■■▦▦
isoton     ▦■■■■|■■■■■■■■
hyperton  ▦▦■■■■|■■■■■■□□
```

- Um Schwellung oder Schrumpfung von Zellen zu verhindern, hat die Osmohomöostase normalerweise Vorrang vor der Volumenhomöostase. Da die extrazelluläre Osmolarität entscheidend von der Natriumkonzentration bestimmt wird, führt ein Mangel/Überschuss von Natrium zur isotonen Hypo-/Hyperhydratation.
- Erst bei pathologischen Volumenveränderungen nimmt der Körper Abweichungen von der normalen Osmolarität in Kauf, damit die Volumenabweichung geringer ausfällt. Die bei ausgeprägtem Natriummangel/-überschuss auftretende hypotone Hypohydratation/hypertone Hyperhydratation kann insofern als Überlagerung einer Volumenstörung mit einer kompensatorischen gegenläufigen Osmolaritätsstörung betrachtet werden. Dadurch wird verständlich, dass das Intrazellularvolumen bei der hypotonen Hypohydratation vergrößert und bei der hypertonen Hyperhydratation verkleinert ist.
- Von diesen Volumenstörungen abzugrenzen sind die hypertone Hypohydratation und die hypotone Hyperhydratation, die als Mangel/Überschuss reinen Wassers osmotische Störungen darstellen.

Natriumverluste können renal (Nierenversagen, Aldosteronmangel bei Nebennierenrindeninsuffizienz, iatrogen durch Diuretika) oder extrarenal (Durchfall, Erbrechen, Fisteln) erfolgen. Der sich ergebene echte Volumenmangel wird durch Gabe von Vollelektrolytlösungen behandelt; Salzstangen und Cola als Hausmittel bei Durchfall können ebenfalls in diesem Zusammenhang gesehen werden. Ein vergrößerter Natriumbestand findet sich beim Hyperaldosteronismus, bei Herzinsuffizienz und bei extrazellulären Ödemen jeder Art.

## Medikamentöse Beeinflussung
Zur Behandlung des (primären) Bluthochdrucks werden Hemmstoffe des Renin-Angiotensin-Aldosteron-Systems eingesetzt: ACE-Hemmer verhindern die Bildung von Angiotensin II aus Angiotensin I, Sartane verdrängen Angiotensin II vom Angiotensin-II-Rezeptor des Typs 1. Aldosteron-Antagonisten konkurrieren mit Aldosteron um die Bindung an dessen intrazellulären Rezeptor. Über Hemmung der sympathisch stimulierten Renin-Freisetzung entfalten auch Betablocker einen Teil ihrer Wirkung durch Volumenverkleinerung.
Daneben stehen Medikamente zur Verfügung, die die Natriumausscheidung durch direkte Blockierung der renalen Natriumtransporte fördern. Bedeutsame Wirkstoffgruppen sind hier Schleifendiuretika, Thiaziddiuretika und ENaC-Blocker. Die besonders wirksamen Schleifendiuretika werden gerne zur Therapie von Ödemen eingesetzt.

## Messtechnische Kontrolle
Flüssigkeitsmangel kann am zuverlässigsten und einfachsten über den Urin festgestellt werden. Normalerweise hat Urin eine gelbe Färbung. Je mehr man trinkt, desto heller wird der Urin. Wer zu wenig Flüssigkeit aufnimmt, kann bei sich eine dunkelgelbe Verfärbung des Urins beobachten. Einfach zu bedienende Refraktometer analysieren in wenigen Sekunden den Urin und liefern Ergebnisse mit hoher Validität. Da die Messung ohne Zusatzstoffe funktioniert, kann man seinen Urin mehrmals täglich ganz einfach prüfen und seinen Körper „kennenlernen“. Im Sportbereich setzen deshalb viele Spitzenclubs und Profisportler mobile Handrefraktometer zur Eigenkontrolle des Trinkverhaltens ein, um physische und psychische Spitzenleistungen abrufen zu können.